# Giganotosaurinae

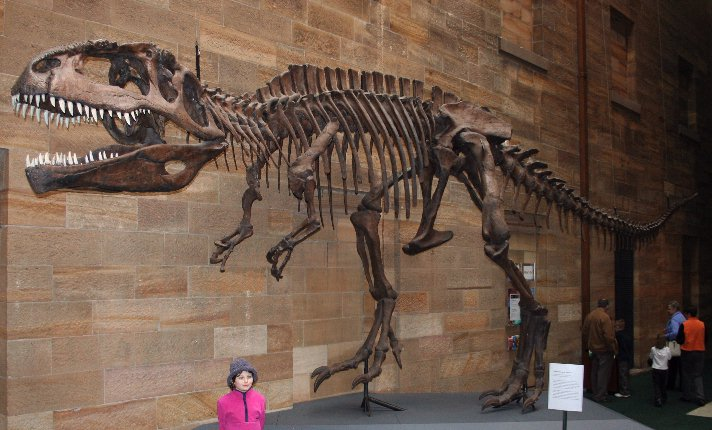
Skelet van Giganotosaurus

De Giganotosaurinae zijn een groep dinosauriërs behorende tot de meeromvattende groep Carcharodontosauridae.
In 2006 benoemden Currie en Coria in het artikel waarin ze dat jaar Mapusaurus beschreven een onderfamilie Giganotosaurinae, waarin ze Mapusaurus en Giganotosaurus onderbrachten. Het begrip functioneerde echter als een pure klade; deze werd echter uiterst onbeholpen gedefinieerd als: "alle soorten nauwer verwant aan Mapusaurus roseae en Giganotosaurus carolinii dan aan Carcharodontosaurus saharicus". Het probleem met deze definitie is dat het denkbaar is dat Mapusaurus en Giganotosaurus níét nauwer aan elkaar verwant zijn dan aan Carcharodontosaurus, in welk geval de hele naam waardeloos wordt. Men had alleen Giganotosaurus als verankerende soort moeten gebruiken. Het artikel sprak ook het vermoeden uit dat Tyrannotitan, ook een Zuid-Amerikaanse vorm, geen basale carcharodontosauride was, zoals eerder beweerd, maar een lid van de Giganotosaurinae.